# Vinícius Conceição da Silva
Vinícius Conceição da Silva (Porto Alegre, 7 de março de 1977) é um ex-futebolista brasileiro que atuava como zagueiro.

## Carreira
Ingressou nas categorias de base do Sport Club Internacional em 1986, mas se firmou mesmo a contar de 1988, tendo diversas convocações para as divisões de base da Seleção Brasileira.
No Brasil, atuou no Internacional e no Fluminense em 2001, e no Atlético Mineiro, em 2008. Internacionalmente, atuou apenas no Sporting Clube de Portugal de Portugal, no Standard de Liège da Bélgica, e no Ulsan Hyundai FC, da Coreia do Sul. Em 2009 foi contratado pelo Esporte Clube Bahia. Depois de passagem pelo Bahia foi pro Náutico.

## Títulos
Internacional
- Campeonato Gaúcho: 1997, 2003, 2004, 2005

Sporting POR
- Campeonato Português: 1999-00

Ulsan Hyundai FC
- Taça da Coreia do Sul: 2006

Atlético Mineiro
- Campeonato Mineiro Módulo I: 2007
- Taça Clássico dos 200 anos: 2008